# Theo Blickx

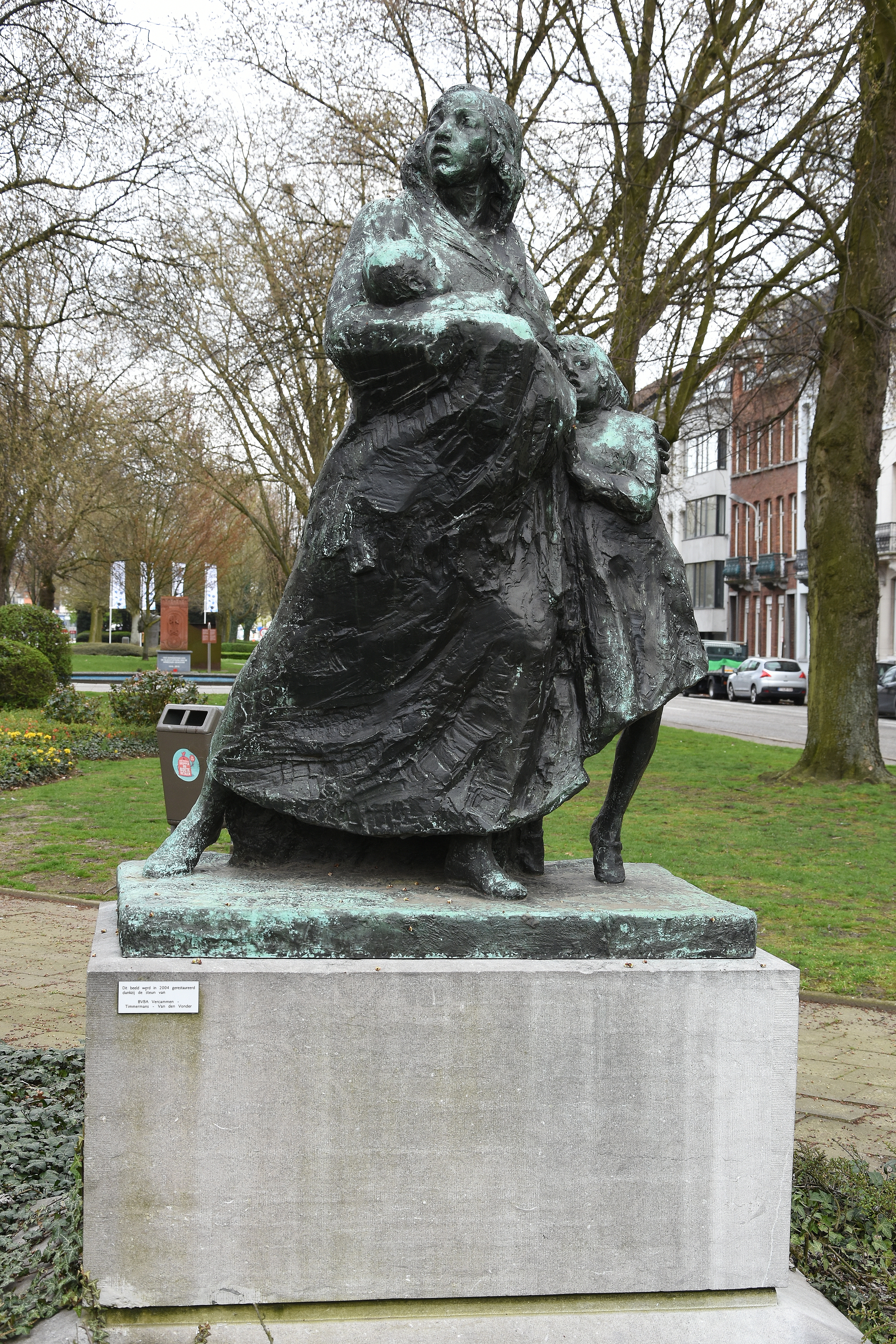
De Vlucht aan de Schuttersvest te Mechelen

Theo Blickx (Mechelen, 1875 - 1963) was een Vlaams beeldhouwer, schilder en tekenaar.
Blickx genoot zijn opleiding aan de Academie van Mechelen en de Academie van Brussel. Hij was een leerling van Jef Willems, Jan-Willem Rosier en Charles Van der Stappen.
Hij nam Rik Wouters als puber onder zijn hoede. Hij leerde hem boetseren en schetsen.
In 1900 kreeg hij een eervolle vermelding (derde plaats) voor de Prijs van Rome voor beeldhouwkunst.
De man had interesse voor sport. Zoals veel andere Mechelse creatievelingen was Theo Blickx lid van de voetbalclub Racing Mechelen. In 1907 probeerde Blickx om het clubbestuur meer de Nederlandse taal te laten gebruiken.
- Gemeinsame Normdatei: 174186002
- International Standard Name Identifier: 0000 0000 3380 5754
- Library of Congress Control Number: n2002032516
- RKD-Nederlands Instituut voor Kunstgeschiedenis: 9036
- Virtual International Authority File: 53507486
- WorldCat: E39PBJbxJvyPyFqkrFvRcwHDMP